# قارب نهري

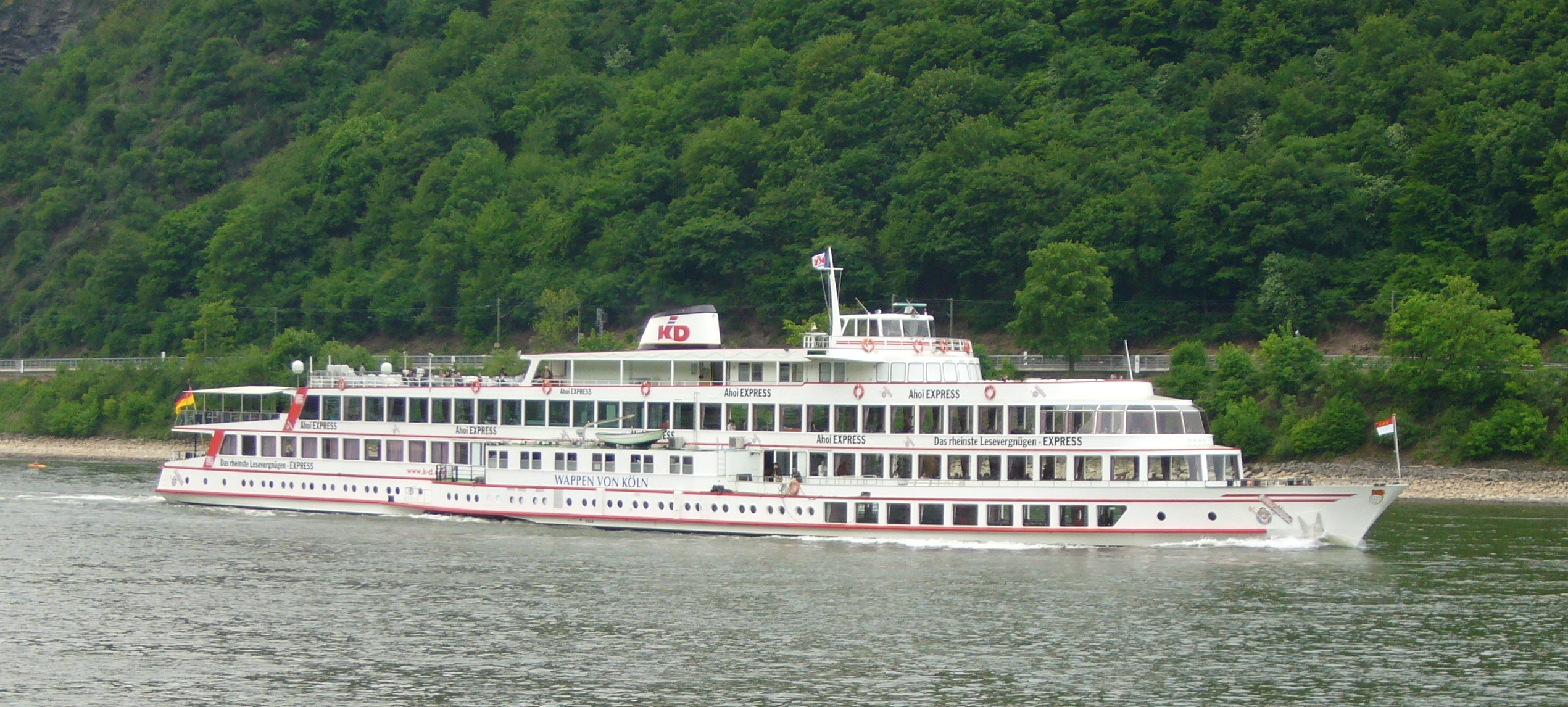
قارب رحلات بحري للمسافرين تابع لشركة Köln-Düsseldorfer في نهر الراين

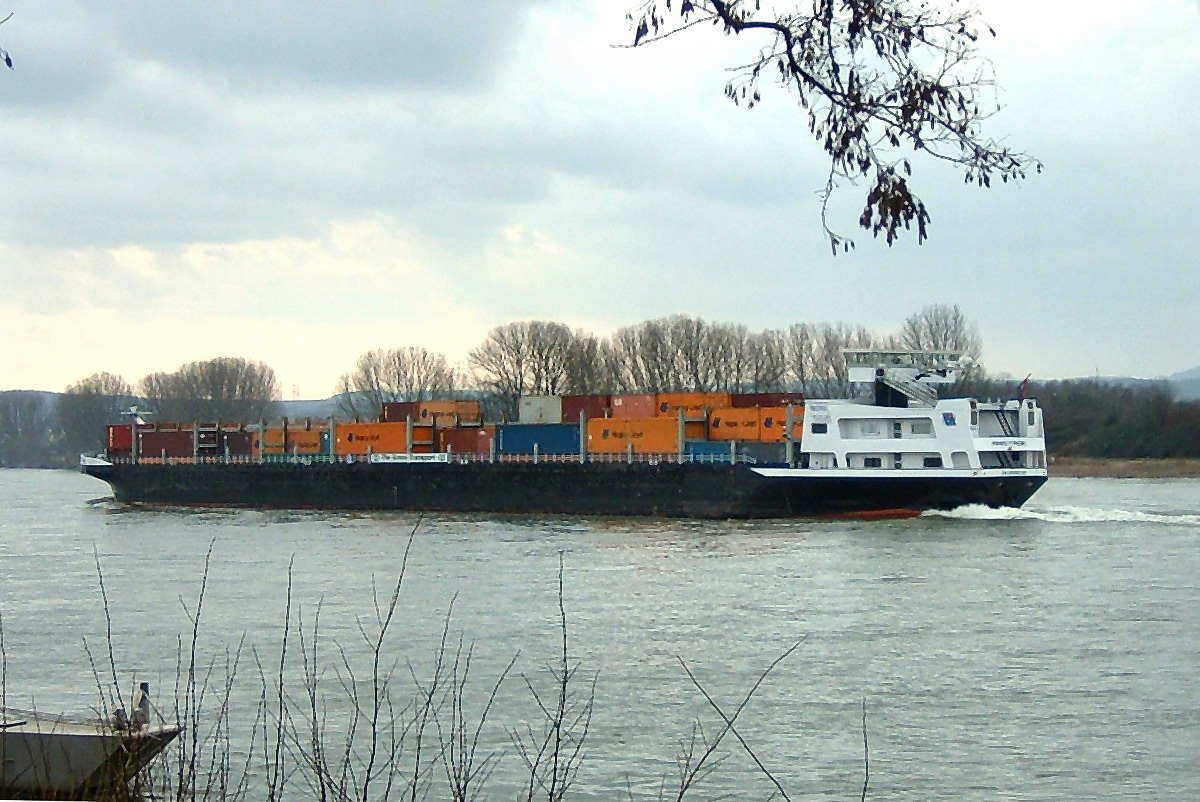
"سفينة حاويات" تم إنشاؤها كقارب نهري بسعة 500 حاوية متعددة الوسائط بحجم وحدات مكافئة لعشرين قدما.

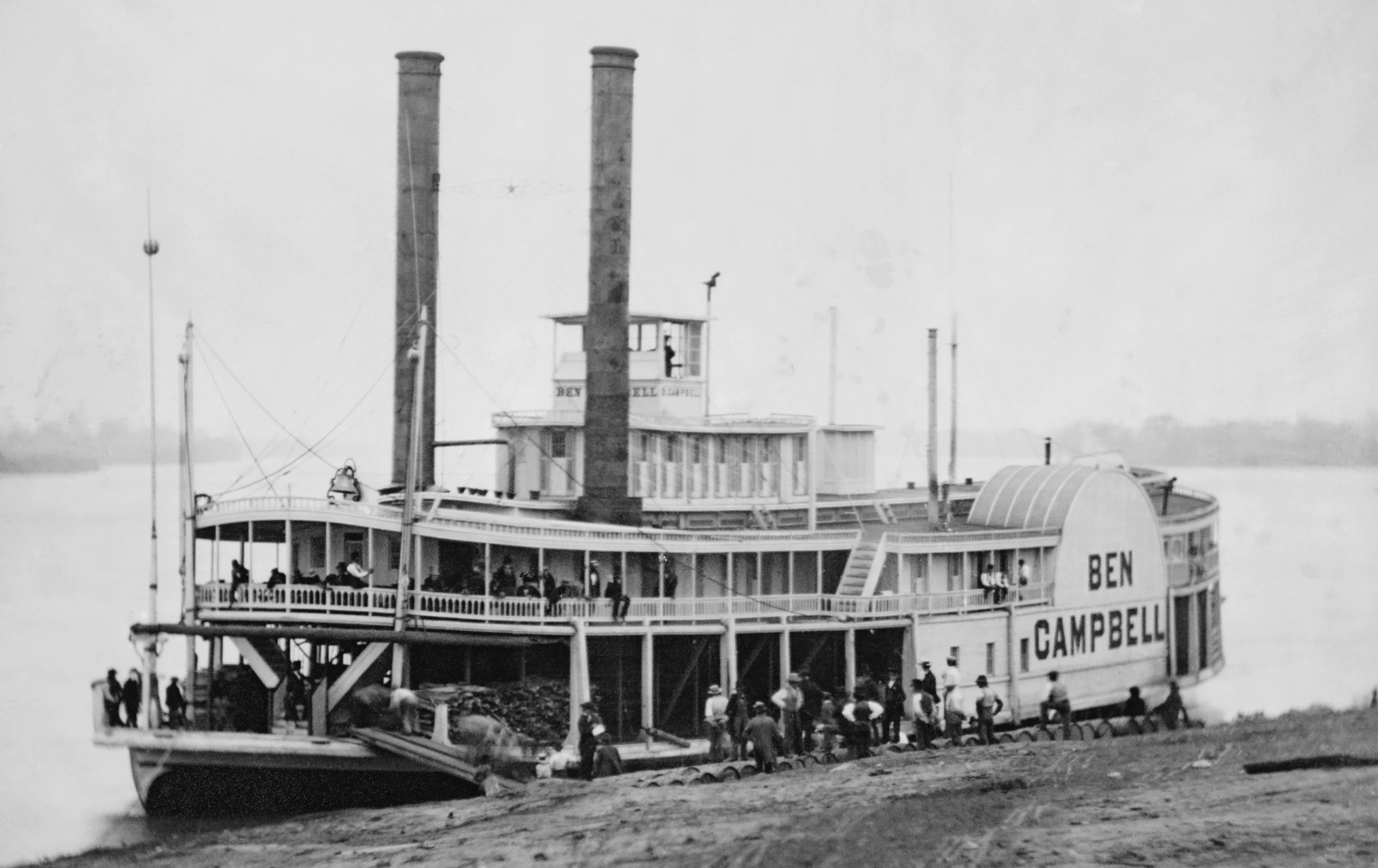
قارب نهري من نوع يتوافق مع نظام نهر المسيسيبي تم التقاط صورته عن طريق نظام الداجيرية في خمسينيات القرن التاسع عشر.

يعد القارب النهري قاربًا مبنيًا على شكل سفينة تم تصميمه بهدف الملاحة الداخلية في البحيرات والأنهار والمعابر المائية الاصطناعية. وعادةً ما يكون مزودًا ومُجهزًا للعمل كقارب عمل في إحدى صناعات النقل أو للشحن أو نقل الأشخاص، بما في ذلك الوحدات الترفيهية التي يتم إنشاؤها للمشاريع الترفيهية، مثل قوارب الرحلات التي توجد في البحيرات أو الموانئ. وكما في الصناعات الحرفية المائية الكبرى، تكون جميع القوارب النهرية في واقع الأمر مصممة ومُشيدة على وجه الخصوص، أو بدلاً من ذلك تم إنشاؤها بمزايا ذات أغراض تعمل على الارتقاء بها كمركب خدمي يتم استخدامه في الأنهار أو البحيرات - مثل الكراءات وقوارب المسح ومراكب صيد الأسماك وقوارب مكافحة الحريق ومراكب الحراسة التي تعمل على تنفيذ القانون.

## اختلافات التصميم الداخلية
هذه السفن عادةً ما تكون أقل متانة من السفن المشيدة للبحار المفتوحة، المزودة بمعدات ملاحية وإنقاذ محدودة، لأنها ليس عليها أن تواجه الرياح العاتية أو الأمواج العالية التي تتسم بها البحيرات الكبيرة أو البحار أو المحيطات. ومن ثم يمكن أن يتم تشييدها من المواد الخفيفة. يتم تقليص الحجم تبعًا لعرض وعمق النهر وكذلك ارتفاع الجسور التي تُبنى فوق النهر. من الممكن أن يتم تصميمها بمرساة ضحلة، مثل السفن البخارية المزودة بعجلات التجديف في نهر المسيسيبي التي يمكنها أن تعمل في الماء بعمق مترين.
بينما تُستخدم المعدية لعبور النهر، يُستخدم القارب النهري للسفر على طول مجرى النهر حيث يمكنه أن يحمل الركاب والبضائع أو كليهما لجلب العائدات. (لا تؤخذ في الاعتبار السفن مثل الكازينو النهري، حيث إنها ثابتة في الأساس).
إن أهمية القوارب النهرية تأتي من الاعتماد على عدد الأنهار والقنوات الصالحة للملاحة، فضلًا عن حالة الطريق وشبكة السكة الحديد. بشكل عام، توفر القوارب النهرية وسائل نقل بطيئة ورخيصة لكنها مناسبة للبضائع السائبة والحاويات.

## معلومات تاريخية
من 20000 عام مضت قبل الميلاد، بدأ الأشخاص في الصيد من الأنهار والبحيرات باستخدام الرمث والزوارق الشجرية. ذكرت المصادر الرومانية المؤرخة في سنة 50 قبل الميلاد وسائل نقل البضائع والأشخاص بشكل شامل على نهر الراين. يتم دعم القوارب عادةً بالأشرعة أو المجاديف في حالة إن كانت ضد التيار. في العصور الوسطى، كانت تُشيد مسارات سحب بطول أغلب الممرات المائية باستخدام الحيوانات العاملة أو الأشخاص لسحب القوارب النهرية. في القرن 19، أصبحت البواخر شائعة.

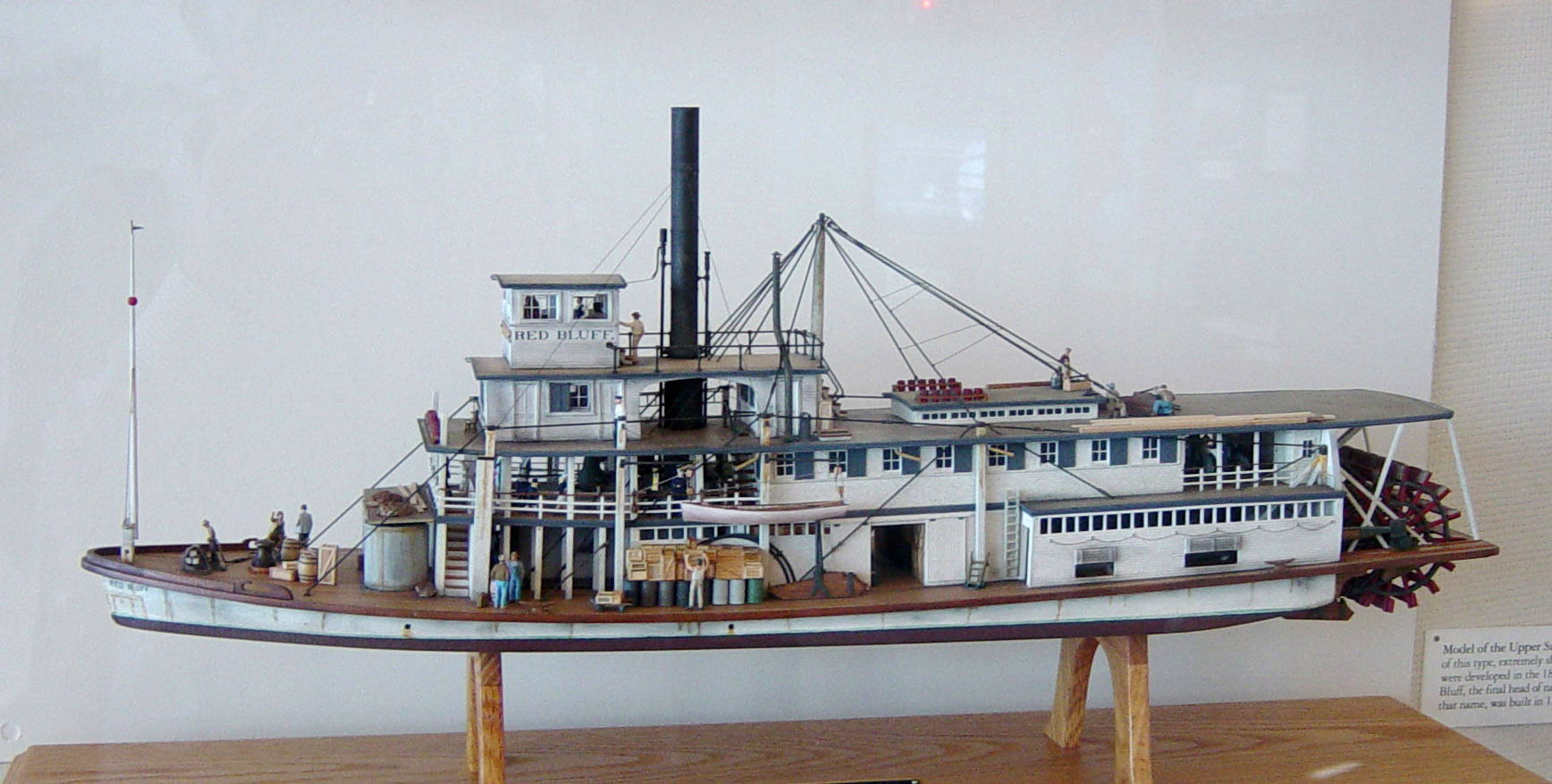
نموذج من القوارب النهرية المزودة بعجلات ومرساة ضحلة في أوائل القرن 20، سفينة أعلى نهر ساكرامنتو البخارية ريد بلوف.

كانت القوارب النهرية الأكثر شهرة في أنهار الغرب الأوسط والجنوب المركزي للولايات المتحدة، في المسيسيبي وأوهايو والميزوري في أوائل القرن التاسع عشر. في أقصى الغرب، كانت القوارب النهرية من أكثر وسائل النقل شيوعًا في الأنهار التالية: كولورادو وكولومبيا وساكرامنتو. يتم تصميم القوارب النهرية الأمريكية لسحب القليل من المياه وفي الواقع يُقال إنها قد تستطيع «التنقل في الندى الكثيف».
لدى أستراليا تاريخ عريق للقوارب النهرية. من أكبر أنهار أستراليا موراي، الذي به ميناء داخلي يُسمى إتشوكا. العديد من القوارب النهرية كانت تعمل في موراي، لكن الآن مستوى المياه المنخفض يعمل على إيقافها. يعد نهر كالجان في أستراليا الغربية من أقدم الأنهار في العالم، حيث يوجد به اثنان من القوارب النهرية الرئيسية. النجمة الفضية، من عام 1918 حتى 1935، والتي كانت ذات مدخنة منخفضة لتبدأ رحلتها من تحت الجسر المنخفض. في الوقت الحالي، يأخذ القارب النهري ملكة كالجان السياح إلى النهر ليتذوقوا النبيذ المحلي. حيث إنه يخفض سقفه ليمر من تحت الجسر ذاته.
إنه من أوائل الزوارق التي تعمل بالبخار التي عادةً ما تخطر على الذهن في حالة إذا ذُكرت "سفينة بخارية، حيث إنها غالبًا ما تعمل بحرق الوقود وغلايات حديدية مثبتة بزوجين من المداخن تدفعان الدخان ورماده إلى الخارج ومكابس مزدوجة تعمل بعجلة بدالة كبيرة في الأمواج الكثيرة المتكونة. كان هذا النوع من الدفع يمتاز بالتجديف الخلفي الذي يعمل في منطقة خالية من العقبات، وسهل الإصلاح، ومن غير المحتمل أن يتعرض لأضرار في الأعماق الضحلة. ومن خلال حرق الخشب، يمكن أن يستهلك القارب الوقود الذي يوفره الحطابون الموجودون على طول ضفاف النهر. حملت هذه القوارب القديمة جسرًا صغيرًا على مقدمتها حتى تتمكن من التوجه إلى الشاطئ غير المحسن لنقل البضائع والركاب.
أما القوارب النهرية الحديثة التي يقودها طاقم (جهاز دفع)، بزوجين من محركات الديزل التي تتسم بسعة تزيد على ألف حصان.
المرجع المعياري الخاص بتنمية السفن البخارية هو للسفن البخارية في الأنهار الغربية: التاريخ الاقتصادي والتكنولوجي للويس سي هنتر (1949).

## القوارب النهرية العصرية
كانت تعمل العديد من القوارب النهرية المبينة بالأسفل في نهر يانغتسي (تشانغ جيانغ).

### وسائل نقل السياح الفاخرة
هناك بعض القوارب النهرية الكبيرة التي تشبه السكن من حيث الخدمات الغذائية والترفيهية التي تتوفر لسفن الرحلات العصرية في المحيطات. تعرض قوارب السياح المناطق ذات المناظر الخلابة وتوفر الرحلات الاستجمامية من خلال القطاعات التي تعمل فيها.
في نهر اليانغتسي، عادةً ما يتم توظيف العاملين لمهام متضاعفة: سواء لخدمة العاملين وخدمة الترفيه بالرقص بالملابس المسائية.

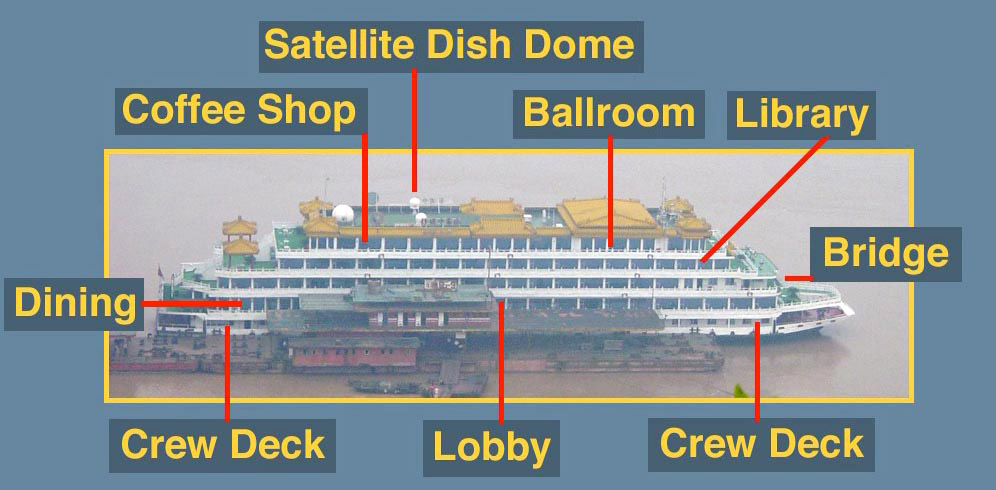
القوارب النهرية الصينية

يعمل أصغر قارب فاخر (دون وسائل ترفيه) في الممرات المائية الأوروبية - على حد سواء الأنهار والقنوات المائية، مع توفر الدراجات والشاحنات التي تقوم برحلات إلى القرى الصغيرة.

### وسائل النقل عالية السرعة لنقل الركاب
لدى القوارب عالية السرعة، مثل هذه الموضحة بالأسفل، ميزة خاصة في بعض العمليات الخاصة بسرعة الموازنة في نهر يانغتسي. يتم في العديد من المواقع الموجودة داخل القفلات الثلاث فرض الاتجاه الواحد للسفر من خلال مضايق سريعة. في حين اضطرت السفن سهلة الانقياد وذات المرساة الأعمق للانتظار لإزالة هذه القوارب ذات السرعة العالية المجانية للتحرك لتتخطى حركة الانتظار من خلال التشغيل في المياه الضحلة.

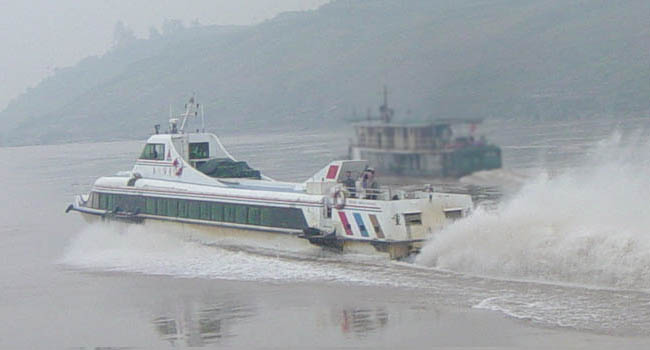
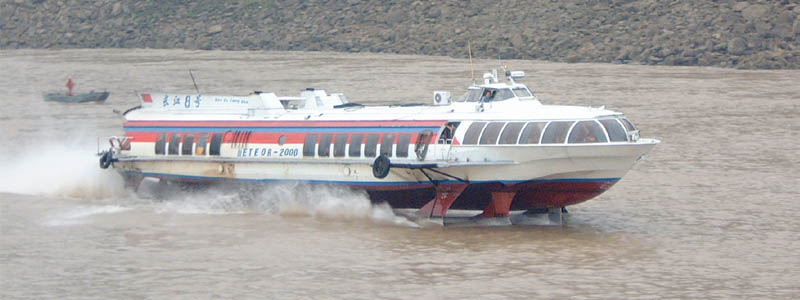

### وسائل نقل الركاب المحلية وذات التكلفة المنخفضة
يتم استخدام القوارب النهرية الصغيرة في المناطق الحضرية وشبه الحضرية لمشاهدة المعالم السياحية وكوسائل نقل عامة. يمكن رؤية القوارب السياحية في أمستردام وباريس وغيرها من المدن السياحية حيث تقع المعالم التاريخية بالقرب من المياه.
يُعرف مفهوم وسائل النقل العامة التي تطوف على سطح الماء بالتاكسي المائي في البلاد التي تتحدث بالإنجليزية وفابوريتو في البندقية، والترام المائي/النهري في الاتحاد السوفيتي السابق وبولندا (على الرغم أن القوارب التي تطل على المناظر الطبيعية يمكن أن تسمى ترامات مائية). وسائل النقل المحلية المائية تشبه العبارات.
يتم استخدام الزوارق الموضحة بالأسفل لنقل الركاب في المسافات القصيرة بين القرى والمدن الصغيرة على طول نهر يانغتسي، بينما تُستخدم الزوارق الأكبر في النقل بتكلفة منخفضة لمسافات طويلة دون رفاهية في الغذاء أو العروض الموجودة على القوارب النهرية السياحية. في بعض الحالات، يجب أن يوفر المسافرون غذاءهم.

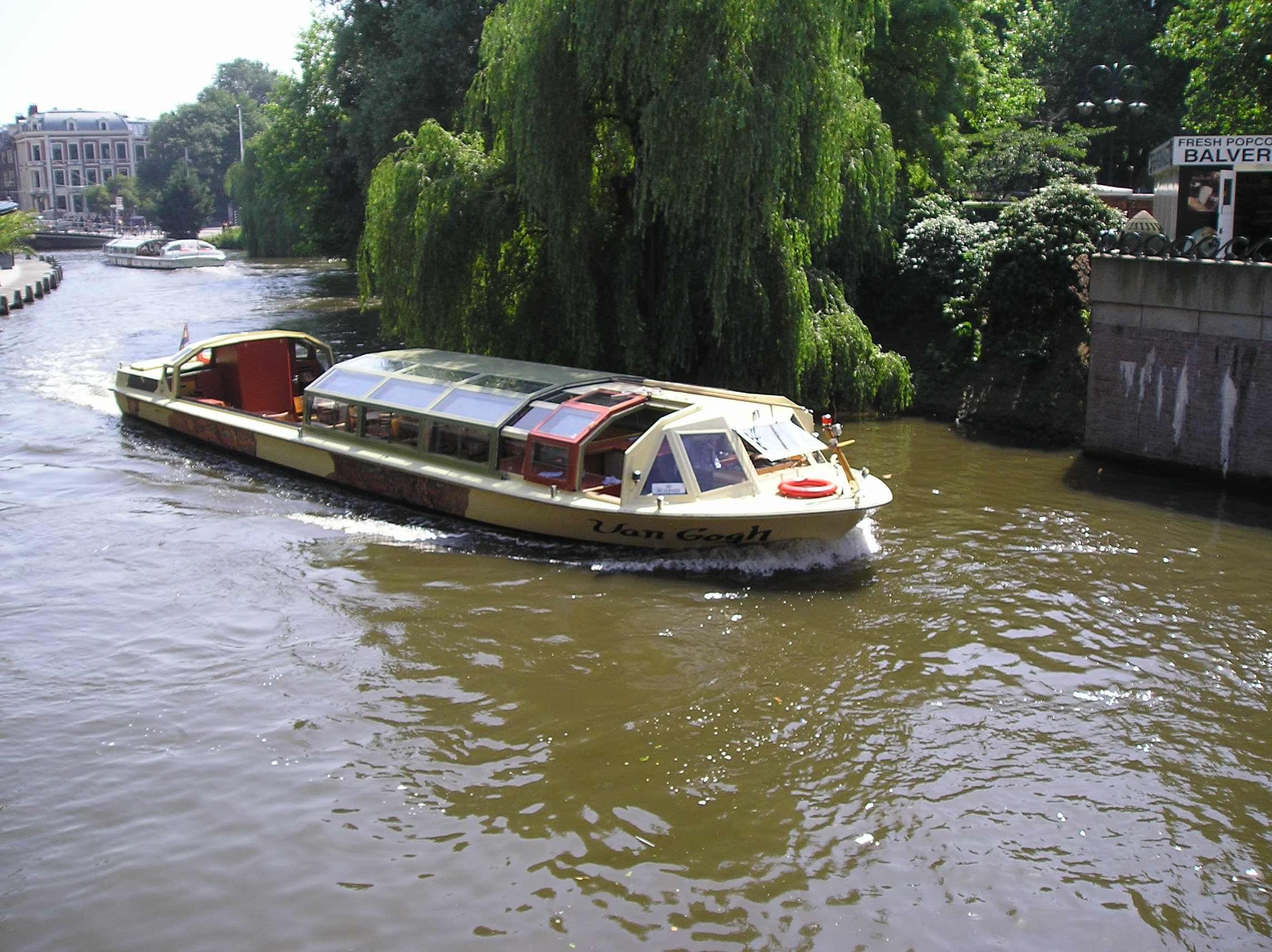
القوارب التي تطل على مناظر طبيعية بأمستردام
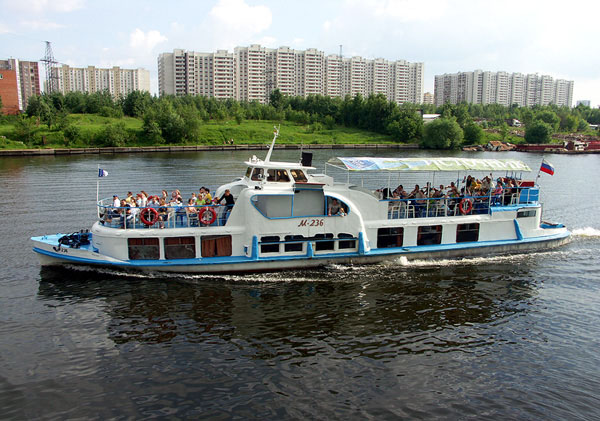
الترام النهري موسكوفيتش في موسكو
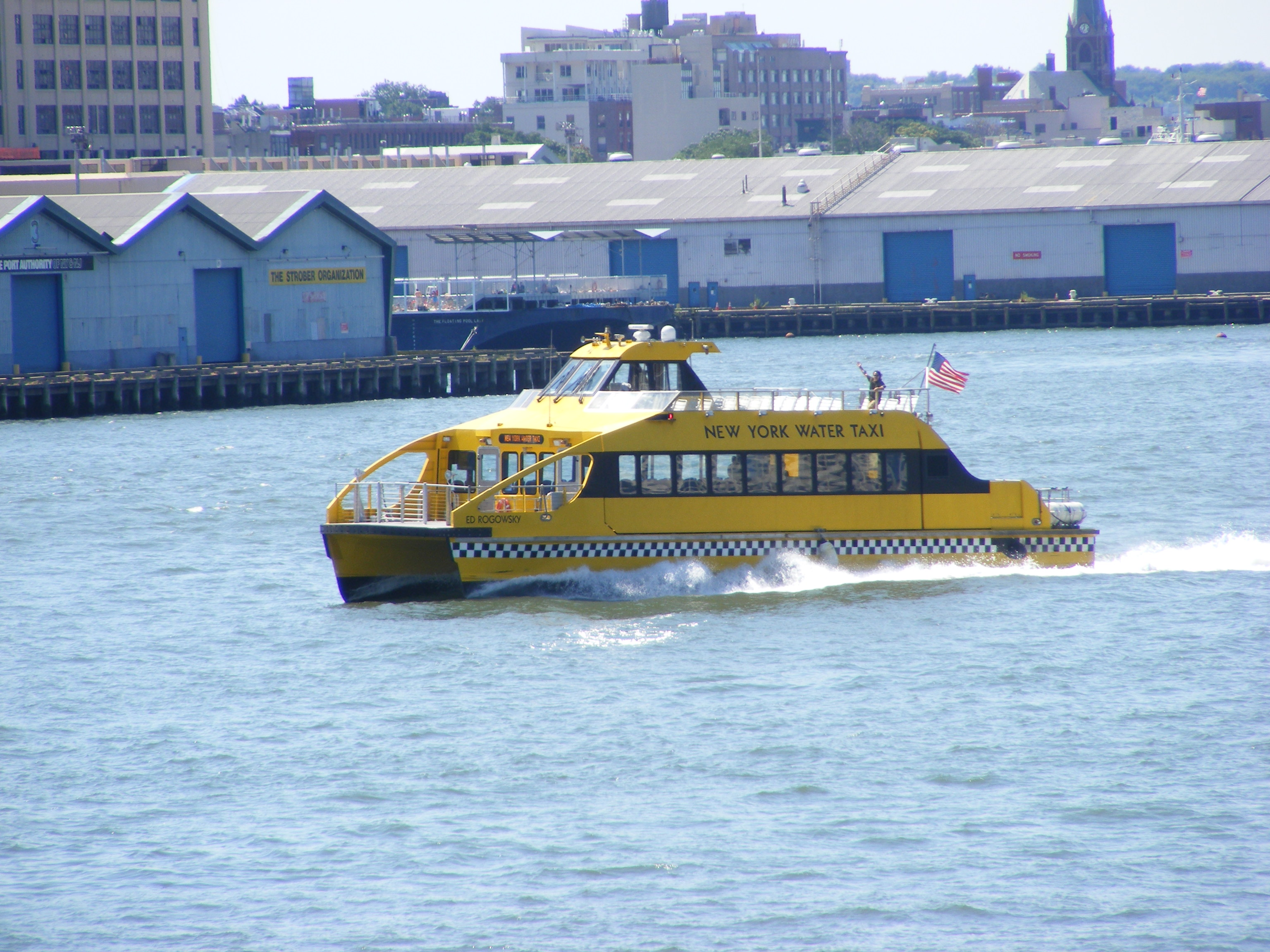
التاكسي المائي بنيويورك
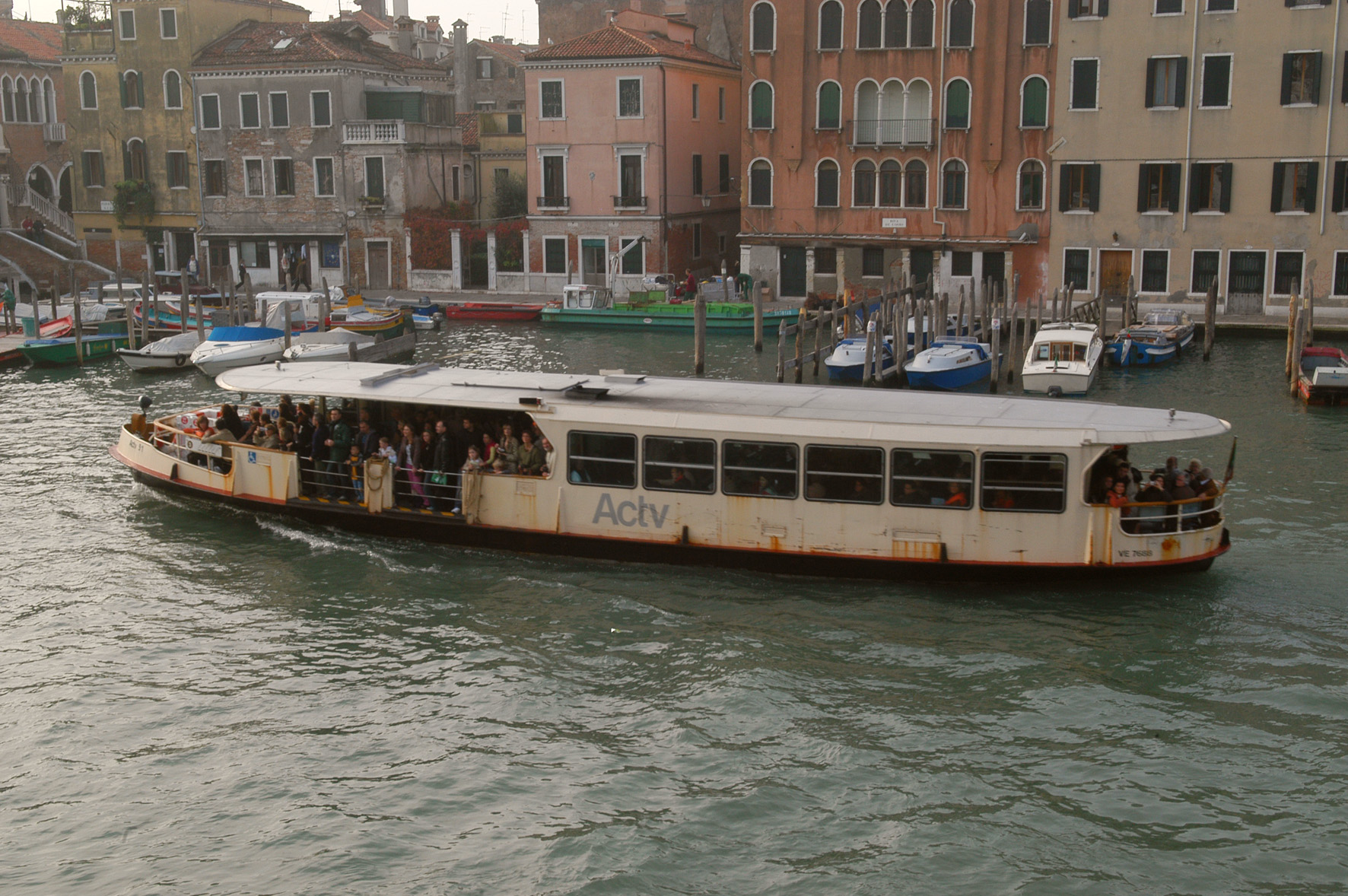
فابوريتو في البندقية
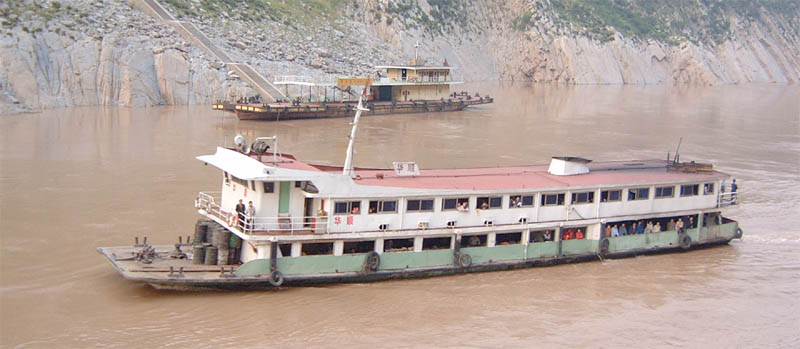
وسائل النقل ذات التكلفة المنخفضة في الصين

### وسائل نقل البضائع

#### النقل متعدد الوسائل
تعد الطرق الموجودة في هذا الإقليم غير كافية لشاحنات النقل الثقيلة، فضلًا عن أن الطرق على طول النهر خطرة للغاية. كما أن الأنهار الرئيسية معظمها بين الشرق والغرب، وأغلب السكك الحديدية بين الشمال والجنوب.
هنا، يتم استخدام بارجة ذات منصة متحركة/غير متحركة لنقل الشاحنات. في حالات عديدة تتسم الشاحنات المنقولة بأنها جديدة ويتم تسليمها للعملاء أو الموزعين. من المحتمل أن يكون هذا فريدًا في الصين، حيث الشاحنات الجديدة التي تسافر عكس التيار ستكون باللون الأزرق، بينما الشاحنات الجديدة التي ستسافر في اتجاه التيار ستكون باللون الأبيض.

#### البضائع السائبة
يتم نقل البضائع منخفضة القيمة عن طريق الأنهار والقنوات نظرًا لأن حركات مرور البارجة توفر أقل تكلفة ممكنة لكل طن/ميل كما أن تكلفة رأس المال لكل طن منخفضة إلى حد ما مقارنة بطرق النقل الأخرى

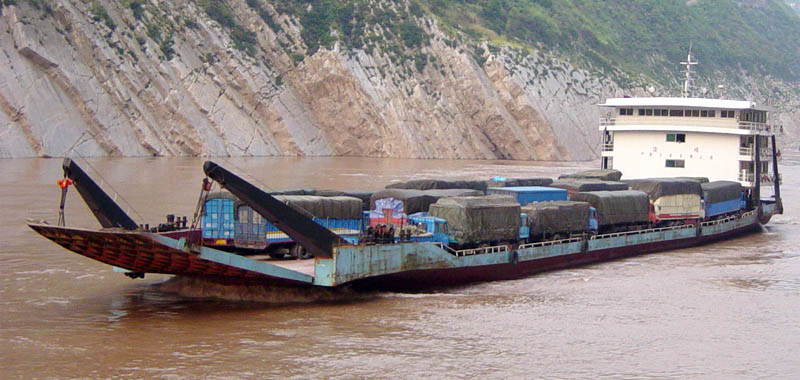
القوارب النهرية الخاصة بالشحن
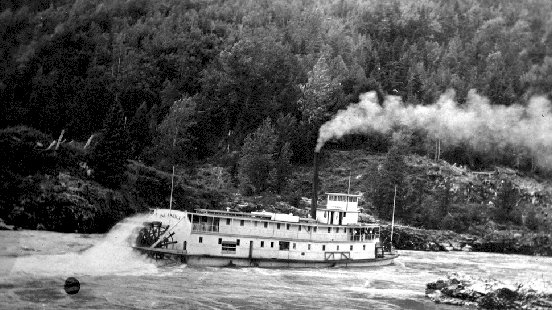
إنلاندر في نهر سكينة في وادي كانيون عام 1911
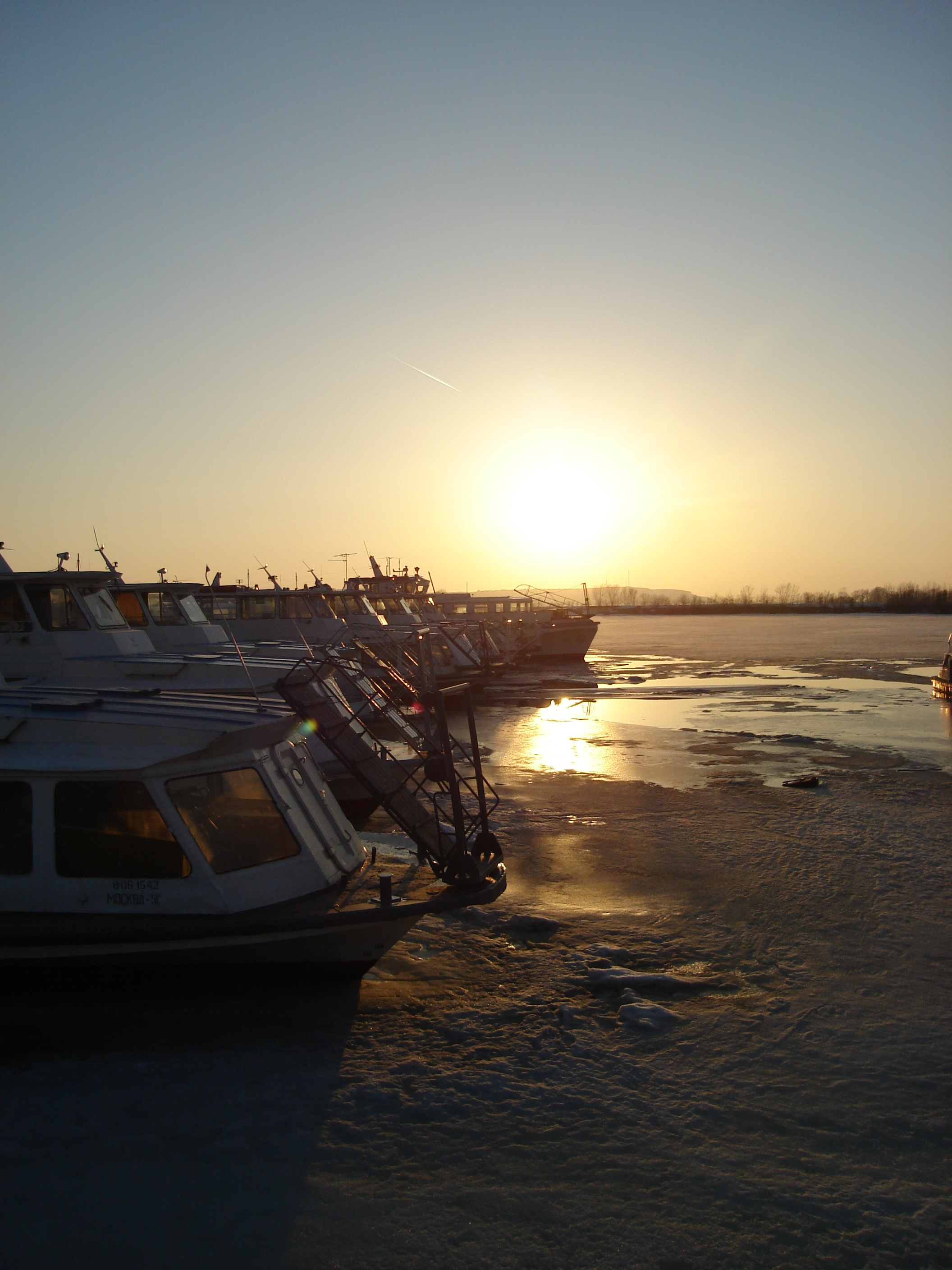
في بعض الأقاليم، مثل شمال روسيا، تتجمد الأنهار في الشتاء. تظل القوارب النهرية "محاصرة بالجليد". ميناء قازان، في أواخر شهر مارس.

## معلومات تاريخية
تحتفل تيراس، كولومبيا البريطانية، كندا «بيوم القوارب النهرية» كل صيف. يمر نهر سكينة بمدينة تيراس ويلعب دورًا حيويًا في عصر السفن البخارية. كانت أول سفينة بخارية تدخل نهر سكينة تُسمى يونيون (Union) في عام 1864. وفي عام 1866 حاولت مافورد (Muford) الصعود إلى النهر لكنها استطاعت الوصول فقط إلى نهر كيتسمكالم (Kitsumkalum). لم تكن هذه المحاولات موجودة حتى عام 1891 عندما عبرت سفينة شركة خليج هدسون في كاليدونيا من خلال وادي كيتسيلاس ووصلت إلى هازلتون. بُني عدد من البواخر الأخرى في نهاية القرن، ويرجع ذلك جزئيًا إلى تنامي صناعة الأسماك والبحث عن الذهب.
كانت دبليو تي بريستون (WT Preston) سفينة تم تخصيصها لتجريف النهر، وكانت أيضًا تُدعى «سفينة تجريف».

## كتابات أخرى
- Crump, Thomas, Abraham Lincoln’s World:(كرامب توماس) (عالم أبراهام لنكولن)،How Riverboats, Railroads, and Republicans Transformed America. (نيويورك: التسلسل، 2009) 272 pp. ISBN 978-1-84725-057-5.
- Nolan, John Matthew (نولان، جون ماثيو). 2,543 يوم: تاريخ الفندق الموجود في سد غراند رابيدز المُطل على نهر واباش
- Lehman, Charles F. (2009). A riverman’s lexicon : in Lehman’s terms. Florissant, Mo.: J.R. Simpson & Associates. ISBN:978-0-9841503-0-4. مصطلحات بحرية خاصة بقوارب الجر والممرات الداخلية.
- Twain، Mark (1883). Life on the Mississippi.